# Alarik
Az Alarik német eredetű férfinév, jelentése: mindenek felett uralkodó.[forrás?]

## Gyakorisága
A 2000-es és a 2010-es években nem szerepel a 100 leggyakrabban adott férfinév között.
A teljes népességre vonatkozóan a 2000-es és a 2010-es években az Alarik nem szerepelt a 100 leggyakrabban viselt férfinév között.

## Híres Alarikok
„Alarik” utónevű személyek szócikkeinek listája a Wikidata alapján